# Lebenskundlicher Unterricht
Lebenskundlicher Unterricht (LKU oder LeKU) ist der berufsethische Unterricht der Soldaten der Bundeswehr. Er ist Teil der Gesamterziehung von Soldaten und eine an die Militärseelsorge übertragene Sonderaufgabe, die durch Militärseelsorger und Pastoralreferenten wahrgenommen wird. Dabei ist Lebenskundlicher Unterricht kein Religionsunterricht. Er ist seit 2010 für alle Soldaten verpflichtend.
Ziel ist es, mit dem Lebenskundlichen Unterricht sowie den Seminaren und Arbeitsgemeinschaften für Offiziere und Unteroffiziere ein Forum für freie und vertrauensvolle Gespräche und offenen Gedankenaustausch über ethische Grundfragen der Lebensführung zu bieten. Dies soll der Persönlichkeitsentwicklung und der Schärfung der politischen und ethischen Urteilsfähigkeit der Soldaten dienen. So soll der von den katholischen und evangelischen Militärgeistlichen durchgeführte Lebenskundliche Unterricht z. B. die mit einem Auslandseinsatz verbundenen Lebensfragen thematisieren und einen Beitrag bei der Entwicklung berufsethischer Kompetenz leisten.
Diese Praxis wird von kirchenkritischer Seite angegriffen, da keine Trennung von Kirche und Staat vorliege. Auch habe sich der katholische Militärbischof Franz-Josef Overbeck wiederholt diskriminierend über Homosexuelle geäußert, sei jedoch für die inhaltliche Ausgestaltung des lebenskundlichen Unterrichts mitverantwortlich. Overbecks Haltung stehe im Widerspruch zur Führungshilfe der Bundeswehr zum Umgang mit Sexualität.
Im September 2018 wurde der Fall eines Oberstleutnants und Rüstungskontrollstabsoffiziers bekannt, der eine „erzieherische Maßnahme in Form einer Belehrung und Ermahnung“, vergleichbar einer Abmahnung, wegen zu reger, kritischer Teilnahme am Unterricht (Thema: Ist der Islam mit der Moderne vereinbar?) erhalten hatte. Das Verfahren dauert derzeit noch an.
Historischer Vorläufer des Lebenskundlichen Unterrichts waren die Kasernenstunden.